# HAT-P-3 b
HAT-P-3 b è un pianeta extrasolare che orbita intorno alla stella GSC 03466-00819. Dista dalla Terra 457 anni luce nella costellazione dell'Orsa Maggiore. La sua massa è stimata in circa 0,6 volte quella di Giove.